# Inadrah
Inadrah (ur. 23 czerwca 1993) – indonezyjska zapaśniczka w stylu wolnym.
Brązowa medalistka igrzysk Azji Południowo-Wschodniej w 2013 roku.